# واتسلاو اسویرکوش
واتسلاو اسویرکوش (چکی: Václav Svěrkoš؛ زادهٔ ۱ نوامبر ۱۹۸۳) بازیکن فوتبال اهل جمهوری چک بود.
از باشگاه‌هایی که در آن بازی کرده‌است می‌توان به باشگاه فوتبال سوشو، باشگاه فوتبال پانیونیوس، باشگاه فوتبال هرتابرلین، باشگاه فوتبال بانیک استراوا، باشگاه فوتبال آستریا وین، و باشگاه فوتبال بروسیا مونشن‌گلادباخ اشاره کرد.
وی همچنین در تیم‌های ملی فوتبال  زیر ۲۱ سال جمهوری چک، و جمهوری چک بازی کرده‌است.